# Mauritiustårnfalk
Mauritiustårnfalk (Falco punctatus) er en rovfugl, der er endemisk for øen Mauritius i det Indiske Ocean.
Mauritiustårnfalken har korte vinger og en bred hale. Begge dele er lidt ukarakteristiske for en falk, men gør det nemmere for arten at manøvrere i de skovområder, som er dens levested.